# Индо-средиземноморская раса
И́ндо-средиземномо́рская ра́са — малая раса в составе большой европеоидной расы. Распространена вдоль побережья Средиземного моря, Чёрного моря и далее на восток через Переднюю Азию до Северной Индии.

## Рождение и употребление термина
Советский антрополог Н. Н. Чебоксаров выделил индо-средиземноморскую малую расу, или расу второго порядка, в составе большой европеоидной расы. Точно такая же схема расовой классификации представлена в учебнике антропологии Я. Я. Рогинского и М. Г. Левина (1963).

## Варианты
Внутри индо-средиземноморской расы выделяют множество отличающихся в деталях дискретных вариантов, в частности:
Средиземноморский тип — характеризуется средним ростом, астеническим телосложением, как правило, высоким лицом, чёрными или преимущественно тёмными волосами и глазами миндалевидного разреза, более или менее смуглой кожей, обильным ростом бороды, длинным и узким носом с прямой спинкой, более толстыми, чем у северных европеоидов губами и долихокефалией.
Индо-иранский тип — характеризуется черным цветом волос, тёмно-карим или чёрным цветом глаз, умеренным ростом волос на груди у мужчин, средней или большой длиной тела, мезо- или брахикефальной формой головы, малой или средней шириной лица, прямой или выпуклой формой носа.
Ориентальный тип характеризуется стройностью, умеренным ростом, крайней долихоцефалией, выступающим затылком, узким и длинным лицом и узким носом, прямым либо орлиным. Цвет волос ориенталидов почти всегда чёрный, а кожа темная.
Каспийский подтип — носители комплекса признаков, характерного для каспийской расы, отличаются средним ростом, значительным ростом бороды, смугловатым цветом кожи, узковатым лицом, миндалевидными тёмными глазами, слегка выпуклым носом и тёмной пигментацией волос. Каспийский тип отличается от более северного понтийского типа грацильностью, более прямым носом и редкостью светлых глаз.

## Отличительные признаки
Отличается тёмной пигментацией волос и глаз, смуглой кожей, волнистыми волосами, узким лицом, прямой или выпуклой спинкой узкого носа, долихокефалией или, реже, мезокефалией, долихоморфным телосложением, умеренным развитием третичного волосяного покрова, высоким (Северная Индия) и низким (Средиземноморье) ростом.

## Распространение
Распространена в Южной Европе, Северной Африке, Аравии, Ираке, Иране, Северной Индии. Имеет местные варианты. На северных границах ареала плавно переходит в балкано-кавказскую расу, на юго-западных — в эфиопскую и негрскую, на юго-восточных — в дравидийскую.